# Debye (månekrater)
Debye er et nedslagskrater på Månen. Det befinder sig på den nordlige halvkugle på Månens bagside og er opkaldt efter den hollandske fysiker og nobelprismodtager Peter Debye (1884 – 1966).
Navnet blev officielt tildelt af den Internationale Astronomiske Union (IAU) i 1970. 

## Omgivelser
Debyekrateret ligger syd for Chappellkrateret og sydvest for den bjergomgivne slette Rowland. 

## Karakteristika
Kraterets ydre rand er blevet stærkt beskadiget af senere nedslag og afviger noget fra en cirkelform. Især er den nordøstlige rand blevet rettet ud efter at være blevet ramt, og som helhed har kraterranden en tilnærmet polygonal form. Over den sydlige rand ligger det mindre Perkinkrater. Den mest eroderede del af randen er den nordøstlige, hvor en samling overlappende kratere trænger ind i siden. Den vestlige rand er indskåret og rykket indad af adskillige små nedslag.
Kraterets indre er næsten lige så medtaget som randen. Den ydre vold i Perkinkrateret trænger en del ind over den sydlige del af kraterbunden. Dele af den resterende bund er blevet ramt og rodet op af nedslag, som har efterladt en irregulær overflade, som er næsten lige så vildsom som det terræn, der omgiver krateret. Det seneste af disse nedslag er et lille, skålformet krater lige sydvest for kratermidten.

## Satellitkratere
De kratere, som kaldes satellitter, er små kratere beliggende i eller nær hovedkrateret. Deres dannelse er sædvanligvis sket uafhængigt af dette, men de får samme navn som hovedkrateret med tilføjelse af et stort bogstav. På kort over Månen er det en konvention at identificere dem ved at placere dette bogstav på den side af satellitkraterets midte, som ligger nærmest hovedkrateret. Debyekrateret har følgende satellitkratere:
| Debye | Længde  | Bredde   | Diameter |
| ----- | ------- | -------- | -------- |
| E     | 50,4° N | 171,0° V | 41 km    |
| J     | 48,4° N | 172,6° V | 30 km    |
| Q     | 47,5° N | 178,4° V | 26 km    |

## Måneatlas
- Billeder af Debyekrateret i LPI-måneatlasset